# Принцеса Сотоорі
Принцеса Сотоорі (яп. 衣通郎姫) — принцеса, згадана у японських хроніках. Сотоорі прославилася своїм умінням писати вірші (вака) і тому відома як одна з трьох божеств поезії в шінто.
У «Ніхон Сьокі» вона виступає коханкою імператора Інґьо, будучи про цьому молодшою сестрою імператриці Онока-хіме Онодзака. Спочатку вона проживала у Фуджівара-но-Мія (тепер — місто Касіхара, префектура Нара), але через ревнощі сестри змушена була переїхати в Чіну-но-Мія (Ідзумі-Сано, префектура Осака). Імператор продовжував таємно навідувати Сотоорі, але після нарікань дружини його візити ставали все рідшими.
У провінції Кії вона відома як Тамацушіма-хіме, одна з трьох божеств поезії. У місті Вакаяма (префектура Вакаяма) є святиня, яку вона ділить з двома іншими божествами поезії — Вака-хіме-но-Мікото та імператрицею Дінґу.